# Urs Viktor Oberlin
Urs Viktor Oberlin (* 5. September 1747 in Solothurn; † 6. November 1818 ebenda) war ein Schweizer Politiker.
Oberlin war bis 1798 Mitglied der Regierung von Solothurn. Um dem bürgerlichen Druck nach politischer Mitbestimmung seit der französischen Revolution taktisch etwas entgegenzukommen, hatte das bisher oligarchisch regierende Patriziat einige wenige bürgerliche Vertreter in die Regierung aufgenommen. Nach dem Umsturz der alten Ordnung durch das Einrücken französischer Truppen wurde Oberlin am 18. April 1798 durch die Unterstützung der Republikaner ins erste Direktorium (Zentralregierung) der Helvetischen Republik mit Sitz in Aarau gewählt. Zweimal, im Juni 1798 und im Dezember 1798, präsidierte er das Direktorium. Als Folge des ersten Staatsstreichs verlor er sein Amt am 7. Januar 1799.